# Villa Serbelloni
Villa Serbelloni, in precedenza nota anche come Castello di Bellagio, è una villa situata nel comune di Bellagio, nella zona del promontorio. Si pensa che lo stesso promontorio fosse sede della villa Tragedia di Plinio il Giovane; invece è sicuro che la zona sia stata sede della prima villa di piacere residenziale costruita sul lago sulle rovine di un antico castello: la residenza originaria fu infatti edificata verso la fine del XV secolo. Nella villa soggiornarono numerosi ospiti tra i quali Leonardo da Vinci, Ludovico il Moro, l'Imperatore Massimiliano I, l'Imperatore Francesco I, Regina Vittoria d'Inghilterra, Alessandro Manzoni, il Cardinale Borromeo, Silvio Pellico.

## Storia

### Epoca romana
Nel II secolo a.C., con la conquista del territorio del Lago di Como da parte dei Romani, il promontorio di Bellagio cominciò a svilupparsi soprattutto dal punto di vista commerciale. Nel 49 a.C. Giulio Cesare concesse la cittadinanza romana agli abitanti del lago; ciò favorì il trasferirsi di importanti personaggi della vita cittadina romana, tra cui Plinio il Giovane nato a Como nel 62 d.C., che racconta nelle sue epistole riguardo alle sue ville sul lago:
(Plinio il Giovane)
Si ipotizza quindi che villa Serbelloni sia stata edificata sullo stesso promontorio sopra il quale anticamente si ergeva la villa Tragedia di Plinio.

### Epoca medioevale
Sono del periodo altomedioevale alcuni testi che accostano il nome di Bellagio al termine latino castellum che significa fortezza, ciò fa supporre che all'epoca esistesse già una struttura difensiva e di osservazione sul promontorio. La fortezza avrebbe costituito una residenza del longobardo Liutprando.
All'interno del parco di villa Serbelloni (che si estende per 21 ettari) e nella struttura della villa stessa si possono notare alcune rovine tra cui una piccola cappella all'interno della fortezza. Della struttura originaria la chiesa ha mantenuto l'abside con cornicione interno e finestra a feritoia. Una chiesa con le stesse caratteristiche stilistiche venne edificata verso la fine dell'XI secolo, nello stesso arco di tempo in cui fu edificata la qui sopra citata. Di quest'ultima rimane il campanile inglobato ora nella muratura della villa. Negli anni degli scontri tra Milano e Como Bellagio fu teatro di battaglia e gli abitanti si rifugiarono nel castello.

### Età viscontea
Nella seconda metà del XIII secolo i Ghibellini comaschi furono sconfitti e si rifugiarono all'interno del Castello di Bellagio dove furono costretti alla resa nel 1292 a seguito dell'assedio comandato dal guelfo Francesco Carcano, della famiglia dei Vittani. 
La situazione si stabilizzò solamente quando Matteo Visconti, il signore di Milano, fece annettere la città di Bellagio al ducato di Milano. 
Tra il 1365 e il 1375 il successore di Matteo, Galeazzo Visconti, ordinò la demolizione del Castello, probabilmente poiché il feudatario di Bellagio era schierato dalla parte dei Guelfi, in contrapposizione ai Visconti ghibellini.
Sulle rovine del castello, nel secolo successivo, il commendatario dell'abbazia di Piona fece costruire una dimora rurale.

### Età di Marchesino Stanga
Nel 1486 l'intera proprietà fu venduta dal vescovo Daniele Birago a Marchesino Stanga, amico personale di Ludovico il Moro, il quale diede subito inizio alla costruzione di un palazzo nobiliare con finalità solamente abitativa, totalmente privo di legami con le attività agricole. 
L'edificazione di questa residenza terminò nel 1493 e Marchesino cominciò a invitare ospiti di classe sociale elevata. L'influenza di Marchesino aumentò notevolmente anche in ambito politico; ad esempio, diede aiuto a Ludovico nell'organizzazione del matrimonio della nipote Bianca con l'erede dell'imperatore Federico III d'Asburgo, Massimiliano I. I coniugi, nel loro viaggio oltralpe, sostarono proprio presso il castello. Tra gli ospiti dello Stanga presso la villa: Leonardo da Vinci.

### Gli Sfondrati

Pianta della villa

L'inizio del XVI secolo, epoca in cui gli Sfondrati ottennero il possesso della proprietà, fu un periodo caratterizzato da continui passaggi del potere politico in Lombardia. In questo periodo, le mura del castello si estendevano fino alla cosiddetta "torre Sfondrata", sul Ramo di Lecco.  La situazione politica si calmò con l'ascesa al trono di Carlo V, il quale concesse a Francesco Sfondrati, a seguito della sua lealtà verso la corona di Spagna, il feudo della Riviera orientale del Lario. 
Nel 1539 Francesco Sfondrati acquistò la proprietà del promontorio di Bellagio dalle figlie dello Stanga, dove decise di riedificare sulle rovine della stessa villa di Marchesino: la dimora era infatti andata distrutta in un incendio. Ricostruita e, attorno alla metà del Seicento, ingrandita fino a giungere alle attuali fattezze, la villa venne soprannominata "la Sfondrata".
Al periodo degli Sfondrati risalgono alcune sale che, all'interno della villa, sono tuttora contraddistinte dalla presenza di soffitti a volta o a cassettoni.

### I Serbelloni
Nel 1788 l'intera proprietà di Bellagio venne lasciata in eredità ad Alessandro Serbelloni, in quanto l'ultimo erede degli Sfondrati, Carlo, era rimasto senza figli. Alessandro Serbelloni apparteneva a una delle più prestigiose famiglie lombarde. Le due famiglie, Sfondrati e Serbelloni, si conoscevano già da parecchio tempo. L'attuale nome della villa deriva proprio dalla seconda di queste due famiglie. 
Nel 1802 Alessandro Serbelloni, divenuto in quell'anno capo della famiglia come duca di San Gabrio, cominciò a impegnarsi attivamente per la sua proprietà e per il borgo di Bellagio; fece infatti costruire quasi 13 km di sentieri e una galleria sotto il castello, per godere della visuale di entrambi i rami del Lario. Iniziò inoltre a costruire il belvedere con le grotte artificiali nella parte orientale della proprietà. Fece collocare anche il busto dell'amico Carlo Sfondrati sulla terrazza orientale e la statua di Plinio nella nicchia a un incrocio di sentieri che portano al Castello sul promontorio.
Il borgo ottenne maggiore fama a livello europeo a seguito della visita dell'imperatore d'Austria Francesco I, che fu colpito dalla magnificenza dei luoghi. Positivamente impressionata fu anche Mary Shelley, che descrisse così la tenuta: 
(Mary Shelley)
(Mary Shelley)
Dopo la morte di Ferdinando Serbelloni, unico figlio maschio di Alessandro, nel 1870 la villa finì in affitto a privati che la adibirono a una dipendenza di un albergo.

### Proprietà di Ella Walker
Nel 1907 la villa fu acquisita dal Grand Hotel Bellagio, divenuto così l'attuale Grand Hotel Villa Serbelloni, e nel 1929 Artur Bucher, diventato proprietario dell'Hotel nel 1918, decise di vendere la villa alla miliardaria americana Ella Walker. La trasformazione da albergo a villa durò circa sei anni, tuttavia il Grand Hotel mantenne anche il nome della villa com'è tutt'oggi.
Nel 1932 la donna si sposò con Alexander Karl von Thurn und Taxis (divenuto "Alessandro Carlo della Torre e Tasso" dopo la naturalizzazione italiana), un principe del Sacro Romano Impero e Duca di Castel Duino, capo del ramo italiano della famiglia. I due coniugi trascorsero insieme la loro vita matrimoniale a Villa Serbelloni fino al 1937, anno della morte dell'uomo, e in seguito la villa fu la residenza prediletta della principessa.
Nel 1959 Ella Walker, probabilmente sentendosi prossima alla fine, cominciò a considerare diverse opzioni riguardo al futuro della villa e il ruolo della sua segretaria personale Helle Comneno fu decisivo per il destino della Villa: la donna infatti venne affascinata dal rinnovamento architettonico della città di Williamsburg, in Virginia, pagato parzialmente da John D. Rockefeller. Secondo miss Comneno, il nome Rockefeller le appariva come simbolo di grandi attività filantropiche. Si decise dunque di contattare la Fondazione Rockefeller, delle cui attività la principessa restò particolarmente impressionata, tanto da spingerla a donare insieme alla proprietà anche tutte le opere d'arte e due milioni di dollari per la manutenzione dei giardini.
Il 20 giugno 1959, una settimana dopo la firma dei documenti del trasferimento di proprietà, Ella Walker si spense nella sua villa.

### Fondazione Rockefeller
L'inaspettata morte della proprietaria non aveva lasciato il tempo alla Fondazione per stabilire il migliore utilizzo della Villa nel futuro. La Fondazione perciò invitò degli studiosi a visitare la proprietà e discutere le alternative. Si decise che gli edifici fossero idonei per ospitare conferenze di un numero limitato di persone.
Jesse Perry, amministratore delegato dalla Fondazione, ridusse le attività agricole ed eliminò le coltivazioni non necessarie.
Miss Comneno rimase con la Fondazione fino al 1963 e durante quegli anni diede supporto agli amministratori per la gestione dello staff e per l'organizzazione delle conferenze.
Uno degli eventi più significativi fu la visita del presidente statunitense John F. Kennedy il 30 giugno 1963.
Nel 1973 una frana distrusse gran parte dei sentieri nella parte nord della proprietà, che da allora è sottoposta ad analisi geologiche sistematiche ed è chiusa al pubblico.